# Shine Remixes
Shine Remixes è un MAXI-singolo di Cyndi Lauper, pubblicato, nel 2003 per la Oglio Records.
Il maxi-CD è stato pubblicato durante la partecipazione di Cyndi Lauper alla tournée di Cher, The Farewell Tour del 2003, a grande richiesta ed in supporto all'EP Shine, edito dalla Oglio Records nel 2002.

## Tracce
1. "Shine (Tracy Young Mix)" - 13:10
2. "Shine (Tracy Young Instrumental)" - 13:19
3. "Shine (Illicit Mix)" - 8:39
4. "Shine (Illicit Instrumental)" - 8:41
5. "Shine (A Capella)" - 5:18
6. "Higher Plane" - 4:12 (Bonus track)